# 张采芹
张采芹（1901年—1984年），名学荣，是一位中国画家。曾担任中国民主同盟盟员、中国美术家协会会员、美协四川分会会员、四川省文史馆研究员，成都画院画师，成都市政协常务委员。

## 生平
1901年出生于重庆市江津。擅长花卉翎毛，尤擅墨竹，画分布自然得体，开合聚散得当，以传统条幅、中堂为主，长款题跋、诗书画印相趣其间，笔下尽展文人画精髓。现代著名国画家、教育活动家。有“蜀中三张”（张大千、张善孖、张采芹）之誉。出版有《采芹画集》、《中国画论》、《采芹近墨》、《国画浅说》等著作。英国皇家博物馆，中国美术馆均收藏有其作品。
1984年病逝于成都。